# چتاب علیا
چتاب علیا / چتاب حسین خان/، روستایی از توابع بخش مرکزی شهرستان میانه دهستان گرمه جنوبی
|روستای چتاب حسین خان در زمان پهلوی اول مرکز حکومت خانان شقاقی که در راس آنها سالار مظفر خان شقاقی قرار داشت که بعد از حمله روسیه به ایران و فرار خان‌ها همراه پسرش در کوهای قافلانکوه غافلگیر شده و سر آنها بریده می‌شود

## جمعیت
این روستا در دهستان گرمه جنوبی قرار دارد و براساس سرشماری مرکز آمار ایران در سال ۱۳۸۵، جمعیت آن ۴۶۶ نفر (۱۰۹خانوار) بوده‌است.